# Župnija Javorje pri Litiji
Župnija Javorje pri Litiji je rimskokatoliška teritorialna župnija dekanije Litija nadškofije Ljubljana.